# Barbara Królka
Barbara Królka (zm. ok. 1670) – mieszkanka Wizny lub najbliższych okolic, oskarżona o bycie czarownicą i spalona na stosie.

## Historia
Skazano ją podczas procesu prowadzonego przez burmistrza Wizny. Dekret sądu wójtowskiego zapisany został w łomżyńskiej księdze miejskiej z 1670 roku (nr 15, fol. 143-144). Przypisywano jej oczarowanie Zygmunta Augusta, spowodowanie śmierci królowych: Elżbiety Habsburżanki (1545) i Barbary Radziwiłłówny (1551) oraz przyniesienie do Łomży morowej zarazy, która w 1624 roku w ciągu 2 miesięcy spowodowała śmierć 5021 mieszkańców.
Według innych źródeł jej sprawa toczyła się przed sądem landwójtowskim w Wiźnie w 1664 roku, a wyrok procesu zapisano w łomżyńskiej księdze miejskiej nr 16 (str. 144). Oskarżono ją o rzucenie czarów na poborcę ziemi wiskiej, Wacława Jeziorkowskiego oraz jego rodzinę i dobytek. Królkę, mieszkającą prawdopodobnie w Jeziorku – majątku należącym dawniej do Adama Jeziorkowskiego, przesłuchano w obecności ławników. Poddano ją torturom, ale dopiero przy trzecim przypalaniu ogniem przyznała się do winy. Zeznała, że zakopała pod należącym do rodziny Jeziorkowskich chlewem szkapią głowę, odbierała mleko krowom i zbierała poranną rosę. Wymieniła też inne okoliczne czarownice, m.in. Piotrową Nowaczkę i starą Stańkową z Kownat oraz Katarzynę Pszeniczynę z Janczewa. Miała uczestniczyć też w sabatach czarownic, organizowanych u Białego Kamienia koło Kolna.

## Współcześnie
W Kiermusach, co roku w drugą niedzielę września, organizowana jest inscenizacja przypominająca o procesie Barbary. W 2016 udostępniona została tam zwiedzającym wystawa narzędzi tortur inspirowana jej historią.